# Бивер (Фолклендские острова)
Бивер (англ. Beaver Island, исп. Isla San Rafael) — остров в составе архипелага Фолкледских островов, который находится в южной части Атлантического океана.

## География
Расположен к западу от острова Уэдделл и к югу от острова Нью-Айленд. Площадь составляет 48,56 км². Высшая точка острова составляет 234 м над уровнем моря.

## История
Остров был назван по названию китобойного судна «Beaver», которое, как считается, было первым китобойным судном, обогнувшим мыс Горн.

## Дикая природа
Фауна острова включает такие виды, как папуанский пингвин, южноамериканская лисица (интродуцирована, не путать с вымершей фолклендской лисицей), сапсан, обыкновенная каракара, гуанако, морские котики и множество видов морских птиц.
Международная организация BirdLife International определяет остров Бивер как ключевую орнитологическую территорию. Как минимум 40 видов птиц были здесь зафиксированы, а 34 вида — гнездятся на острове. Бивер является важным гнездовьем для таких видов, как фолклендская утка-пароход (245 пар), папуанский пингвин (2850 пар), магелланов пингвин (2000 пар) и южный гигантский буревестник (300 пар).